# Adigué
La llengua adigué (адыгэбзэ, adygebze, adəgăbză) és una de les dues llengües oficials de la república d'Adiguèsia en la Federació Russa, l'altra n'és el rus. És parlada per diverses tribus dels adigués: Abzekh, Adamey, Bzhedugh; Hatukuay, Kemirgoy, Makhosh; Natekuay, xapsug; Zhane, i Yegerikuay, cadascuna amb el seu propi dialecte. La llengua és anomenada pels seus parlants adygebze o adəgăbză, i d'aquí adigei. També és coneguda com a circassià.
Aparentment, hi ha uns 125.000 parlants de la llengua al seu territori nadiu de Rússia, gairebé tots ells com a llengua materna. Arreu del món, potser la parlen 300.000 individus. La comunitat parlant més gran és a Turquia, on marxaren la gran majoria després de la guerra del Caucas.
L'adigué pertany a la família de les llengües caucasianes del nord-oest. El kabardí és una llengua molt propera, considerada per alguns com un dialecte de l'adigué. L'ubikh, abkhaz, i abaza també hi són molt semblants.
La llengua fou estandarditzada després de la Revolució russa. Des de 1938, s'escriu amb alfabet ciríl·lic. Abans, s'havia escrit alguna cosa en alfabet llatí o alfabet àrab.

## Literatura
Entre els principals autors, en destacaren l'ashug (bard) Cuj Alievitx Teutxezh, autor de Niafoko urysbij (1939), Tambot Kerashev (1902) amb Xambul (1934), Akhmet Katkov (1901-1937), M. Parmuk (1912) amb Uraza (1929), A. Eutykh (1915) amb Aul psybe (1950), Kh. Andrukhzev (1921-1946), A. Udzhukhu (1912-1943), D. Tuguz (1918-1943), A. Gadagatl (1922), I. Mashbash (1930), Kh. Beretar' (1931), Iu. Tliusten (1913) i T. Tsei (1890-1936) amb Kochas (1925) i Femyi (1933). També en destacaren els txerkessos Umar Bersei, Kh. Abudov (1901-1937), M. Dyshekov (1902-1937), I. Amirikov (1909), i Kh. Gashokov (1913) amb Zaukhat (1959).

## Ortografia
| А а [aː]       | Б б [b]       | В в [v]       | Г г [ɡ/ɣ]     | Гу гу [ɡʷ] | Гъ гъ [ʁ]    | Гъу гъу [ʁʷ] | Д д [d]       |
| Дж дж [d͡ʒ]     | Дз дз [d͡z]    | Дзу дзу [d͡zʷ] | Е е [ja/aj/e] | Ё ё [jo]   | Ж ж [ʒ]      | Жъ жъ [ʐ]    | Жъу жъу [ʒʷ]  |
| Жь жь [ʑ]      | З з [z]       | И и [jə/i]    | Й й [j]       | К к [k]    | Ку ку [kʷ]   | Къ къ [q]    | Къу къу [qʷ]  |
| КI кI [t͡ʃ'/k'] | КIу кIу [kʷ'] | Л л [l]       | Лъ лъ [ɬ]     | ЛI лI [ɬ'] | М м [m]      | Н н [n]      | О о [o]       |
| П п [p]        | ПI пI [p']    | ПIу пIу [pʷ'] | Р р [r]       | С с [s]    | Т т [t]      | ТI тI [t']   | ТIу тIу [tʷ'] |
| У у [w/u]      | Ф ф [f]       | Х х [x]       | Ху ху [xʷ]    | Хъ хъ [χ]  | Хъу хъу [χʷ] | Хь хь [ħ]    | Ц ц [t͡s]      |
| Цу цу [t͡sʷ]    | ЦI цI [t͡s']   | Ч ч [t͡ʃ]      | ЧI чI [t͡ʃ']   | Ш ш [ʃ]    | Шъ шъ [ʂ]    | Шъу шъу [ʃʷ] | Щ щ [ɕ]       |
| Ъ ъ [ˠ]        | Ы ы [ə]       | Ь ь [ʲ]       | Э э [a]       | Ю ю [ju]   | Я я [jaː]    | I [ʔ]        | Iу [ʔʷ]       |

| Гь гь [ɡʲ] | Кь кь [kʲ] | Кхъ кхъ [qχ] | Кхъу кхъу [qχʷ] | СӀ сӀ [s'] | ФӀ фӀ [f'] | Чу чу [t͡ʃʷ] | ЩӀ щӀ [ɕ'] |